# Луїш-Філіпе
Луї́ш-Філі́пе (порт. Luís Filipe; 21 березня 1887 — 1 лютого 1908) — португальський принц, браганський герцог (1889—1908). Представник німецько-португальської Браганса-Кобурзької династії. Народився в Лісабоні, Португалія. Старший син і спадкоємець португальського короля Карлуша I та Амелії Орлеанської. 1907 року відвідав португальські колонії в Африці. Був регентом за відсутності батька. 1 лютого 1908 року смертельно поранений разом з батьком у столиці під час терористичного нападу республіканців. Карлуш I помер одразу, інфант прожив 20 хвилин. В деяких джерелах вказано, що він ці 20 хвилин був королем (Луїш II) і що це було найкоротше правління в історії. Проте португальські закони не передбачали автоматичного успадкування, і кожний новий король мав бути проголошений особливим чином. Також — Людвіг-Філіпп (нім. Ludwig Philipp).